# Bojan Nastić
Bojan Nastić (Servisch: Бојан Настић) (Vlasenica, 6 juli 1994) is een Bosnisch voetballer die als linksachter speelt. Hij speelt sinds september 2019 bij BATE Borisov.

## Carrière

### Jeugd
Nastić werd geboren in de Bosnische stad Vlasenica, hij zou hier ook tot 2009 in de jeugdploegen van de plaatselijke voetbalclub FK Vlasenica spelen. In 2009 stapte hij over naar de jeugdopleiding van het Servische FK Vojvodina.

### FK Vojvodina
Op 7 april 2012 maakte hij zijn officieel debuut in het eerste team, Nastić mocht toen op 17-jarige leeftijd starten in de verloren competitiewedstrijd tegen FK Rad. Op 25 mei 2014 scoorde hij zijn eerste officiële goal in zijn profcarrière in de gewonnen uitwedstrijd tegen FK Napredak Kruševac. In 2014 won hij de finale van de Servische voetbalbeker met Vojvodina door met 2-0 te winnen tegen FK Jagodina. Vanaf het seizoen 2015-2016 werd Nastić aanvoerder van de ploeg, na dit seizoen werd zijn aflopende contract niet verlengd waardoor hij de club transfervrij kon verlaten.

### KRC Genk
Op 18 augustus 2016 maakte de Belgische eersteklasser KRC Genk bekend dat het Nastić een contract heeft laten tekenen voor twee jaar met nog twee jaar optie. Hij speelt met rugnummer 3. Hij maakte zijn debuut in de wedstrijd tegen SV Zulte-Waregem, waar hij in de 77ste minuut in het veld kwam voor Leandro Trossard. Genk won de wedstrijd met 1-0. Tijdens zijn tweeënhalfjaar durende passage bij Genk presteerde Nastić eerder wisselvallig, waardoor hij in januari 2019 tot het einde van het seizoen werd uitgeleend aan KV Oostende. Daar kwam hij veel aan spelen toe, maar desondanks werd zijn nog één jaar durende contract na afloop van de uitleenbeurt in onderling overleg ontbonden.

## Statistieken
| Seizoen         | Club            | Land                 | Competitie         | Competitie | Competitie | Beker | Beker | Europa | Europa | Totaal | Totaal |
| Seizoen         | Club            | Land                 | Competitie         | Wed.       | Dlp.       | Wed.  | Dlp.  | Wed.   | Dlp.   | Wed.   | Dlp.   |
| --------------- | --------------- | -------------------- | ------------------ | ---------- | ---------- | ----- | ----- | ------ | ------ | ------ | ------ |
| 2011-2012       | FK Vojvodina    | Vlag van Servië      | Superliga          | 1          | 0          | 0     | 0     | 0      | 0      | 1      | 0      |
| 2012-2013       | FK Vojvodina    | Vlag van Servië      | Superliga          | 14         | 0          | 0     | 0     | 0      | 0      | 14     | 0      |
| 2013-2014       | FK Vojvodina    | Vlag van Servië      | Superliga          | 18         | 1          | 2     | 0     | 3      | 0      | 23     | 1      |
| 2014-2015       | FK Vojvodina    | Vlag van Servië      | Superliga          | 28         | 0          | 2     | 0     | 2      | 0      | 32     | 0      |
| 2015-2016       | FK Vojvodina    | Vlag van Servië      | Superliga          | 25         | 1          | 2     | 0     | 8      | 0      | 35     | 1      |
| 2016-2017       | KRC Genk        | Vlag van België      | Jupiler Pro League | 14         | 0          | 1     | 0     | 4      | 0      | 19     | 0      |
| 2017-2018       | KRC Genk        | Vlag van België      | Jupiler Pro League | 18         | 0          | 5     | 0     | —      | —      | 23     | 0      |
| 2018-2019       | KRC Genk        | Vlag van België      | Jupiler Pro League | 0          | 0          | 0     | 0     | 1      | 0      | 1      | 0      |
| 2018-2019       | → KV Oostende   | Vlag van België      | Jupiler Pro League | 12         | 0          | 0     | 0     | —      | —      | 12     | 0      |
| 2019-2020       | BATE Borisov    | Vlag van Wit-Rusland | Vysjejsjaja Liga   | 0          | 0          | 0     | 0     | 0      | 0      | 0      | 0      |
| Carrière totaal | Carrière totaal | Carrière totaal      | Carrière totaal    | 130        | 2          | 12    | 0     | 14     | 0      | 160    | 2      |

Bijgewerkt tot en met 7 oktober 2019.

## Interlandcarrière
Nastić werd geboren in Bosnië en Herzegovina maar kwam in zijn jonge jaren uit voor de jeugdploegen van het Servisch voetbalelftal. Hij speelde wedstrijden voor de U17, U21 en U23. In 2018 koos hij dan toch voor de nationale ploeg van Bosnië en Herzegovina. Hij maakte zijn debuut op 28 mei 2018 in de oefeninterland tegen het Montenegrijns voetbalelftal.

## Palmares
| Nationaal        |    |      |
| Beker van Servië | 1x | 2014 |